# Екваторијална Гвинеја на Светском првенству у атлетици у дворани 2018.
Екваторијална Гвинеја је на 17. Светском првенству у атлетици у дворани 2018. одржаном у Бирмингему од 1. до 4. марта учествовала осми пут. Репрезентацију Екваторијалне Гвинеје представљао је један такмичар који се такмичио у трци на 1.500 метара.,
На овом првенству Екваторијална Гвинеја није освојила ниједну медаљу. Није било нових националних, личних и рекорда сезоне.

## Учесници
Мушкарци:
- Бењамин Ензема — 1.500 м

## Резултати

### Мушкарци
| Атлетичарка    | Дисциплина | Лични рекорд | Квалификације   | Квалификације   | Финале               | Финале               | Детаљи |
| Атлетичарка    | Дисциплина | Лични рекорд | Резултат        | Место           | Резултат             | Место                | Детаљи |
| -------------- | ---------- | ------------ | --------------- | --------------- | -------------------- | -------------------- | ------ |
| Бењамин Ензема | 1.500 м    | 3:53,07      | дисквалификован | дисквалификован | Није се квалификовао | Није се квалификовао |        |